# Poldhu

Poldhu est un lieu-dit situé a l'Ouest de la péninsule de Lizard, en Cornouailles, Royaume-Uni, célèbre pour avoir été le point de départ, choisi par Guglielmo Marconi, de la première transmission télégraphique à travers l'Atlantique, le 12 décembre 1901. La station de réception était placée sur une colline à l'Est de Terre-Neuve, au Canada, maintenant appelée Signal Hill.